# Leinatal
Leinatal est une commune allemande de l'arrondissement de Gotha en Thuringe. Elle a été formée le 1er décembre 1996 par la fusion des anciennes communes d'Altenbergen, Catterfeld, Engelsbach, Gospiteroda, Leina, Schönau vor dem Walde et Wipperoda.

## Géographie

Situation de la commune (en rouge) dans l'arrondissement de Gotha

Leinatal est située au centre-sud de l'arrondissement, dans la vallée de la Leina, affluent de l'Hörsel,au nord-est de la forêt de Thuringe, à 10 km au sud-est de Gotha, le chef-lieu de l'arrondissement.
Elle est constituée de sept villages : Altenbergen, Catterfeld, Elgelsbach, Gospiteroda, Leina, Schönau vor dem Walde (siège de la commune) et Wipperoda.
Communes limitrophes (en commençant par le nord et dans le sens des aiguilles d'une montre) : Hörsel, Gotha, Emleben, Hohenkirchen, Herrenhof, Georgenthal, Friedrichroda et Waltershausen.

## Histoire
Leina est le premier village à apparaître dans l'histoire sous le nom de Linaha dans le bréviaire de Lull, archevêque de Mayence, suivi par Schönau en 1143, ce dernier appartient à l'abbaye de Georgenthal au XIVe siècle.
Le village de Catterfeld est mentionné dès 1195 sous le nom de Chatervelt, lors des grands défrichements organisés par les landgraves de Thuringe mais son église date du VIIIe siècle, ce qui en fait l'une des plus vieilles de Thuringe. Le château de Stammburg, résidence des comtes de Käfenburg-Schwarzburg, était sans doute construit sur le Georsberg, au nord du village. Les deux villages de Catterfeld et Altenbergen ont vécu durant leur histoire de l'exploitation des forêts et de la fabrication de jouets.
Le village de Gospiteroda a été fondé au Moyen Âge, lors des défrichements (essarts) et il est mentionné pour la première fois en 1346 sous le nom de Gotzbrechterode dans un document de l'abbaye de Georgenthal. En 1366, c'est à Engelsbach que débute le canal (Leinakanal) qui alimente Gotha en eau potable. Wipperoda, dont la date de fondation demeure inconnue, est sans doute apparu lors des premiers défrichements entre le VIIe siècle et le IXe siècle.
Tous les villages de la commune de Leinatal ont appartenu au duché de Saxe-Cobourg-Gotha, Schönau et Wipperoda faisant partie du cercle d'Ohrdruf, les autres étant dans celui de Waltershausen.
Incorporés dans l'arrondissement de Gotha en 1922, ils ont ensuite été intégrés au district d'Erfurt en République démocratique allemande de 1949 à 1990 avant de rejoindre le land de Thuringe recomposé.

## Démographie
Commune de Leinatal dans ses limites actuelles :
| 1910   | 1933  | 1939  | 1995  | 2000  | 2005  | 2010  |
| ------ | ----- | ----- | ----- | ----- | ----- | ----- |
| 3 790, | 3 854 | 4 007 | 3 675 | 4 019 | 3 922 | 3 761 |

## Politique
À l'issue des élections municipales du 7 juin 2009, le Conseil municipal, composé de 16 sièges, est composé comme suit :
| Parti             | Nombre de conseillers | Pourcentage de voix |
| ----------------- | --------------------- | ------------------- |
| CDU               | 9                     | 57,1 %              |
| Burger Initiative | 4                     | 23,1 %              |
| SPD               | 3                     | 19,8 %              |

## Communications
La commune est desservie au nord par la sortie 41B de l'autoroute A4 Francfort-sur-le-Main-Dresde qui rejoint Gotha et Leina. La route nationale B88 Eisenach-Ilmenau traverse au sud les villages d'Engelsbach, Altenbergen et Catterfeld. La route régionale L1026 relie Leina, Gospiteroda et Wipperoda tandis que la L2147 dessert Schönau vor dem walde et Engelsbach dans le sens nord-sud.

## Personnalité
- Christian Ludwig Brehm (1787-1864), pasteur et ornithologue est né à Schönau vor dem Walde.
- Georg Erdmann, né à Leinatal en 1682, musicien et ami de Johann Sebastian Bach.

## Galerie

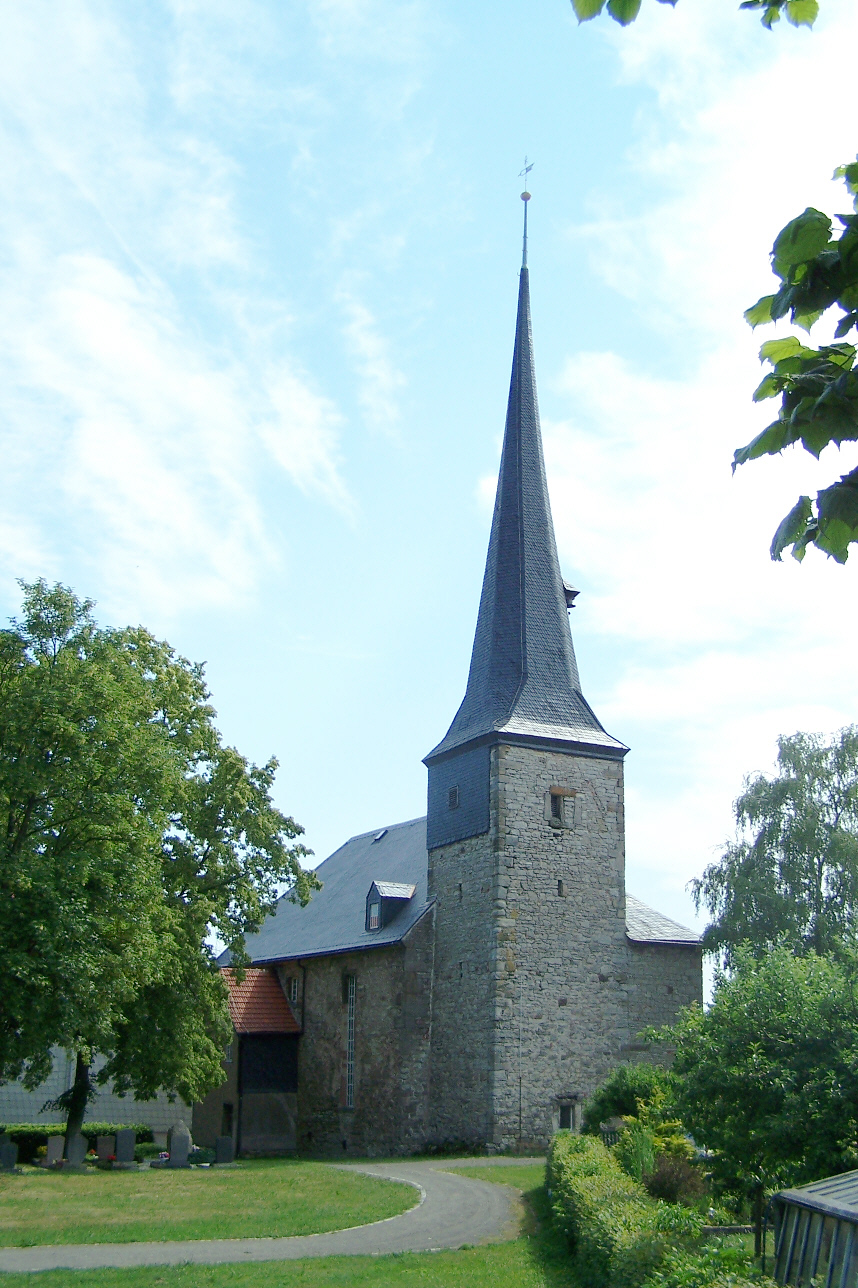
Église de Schönau
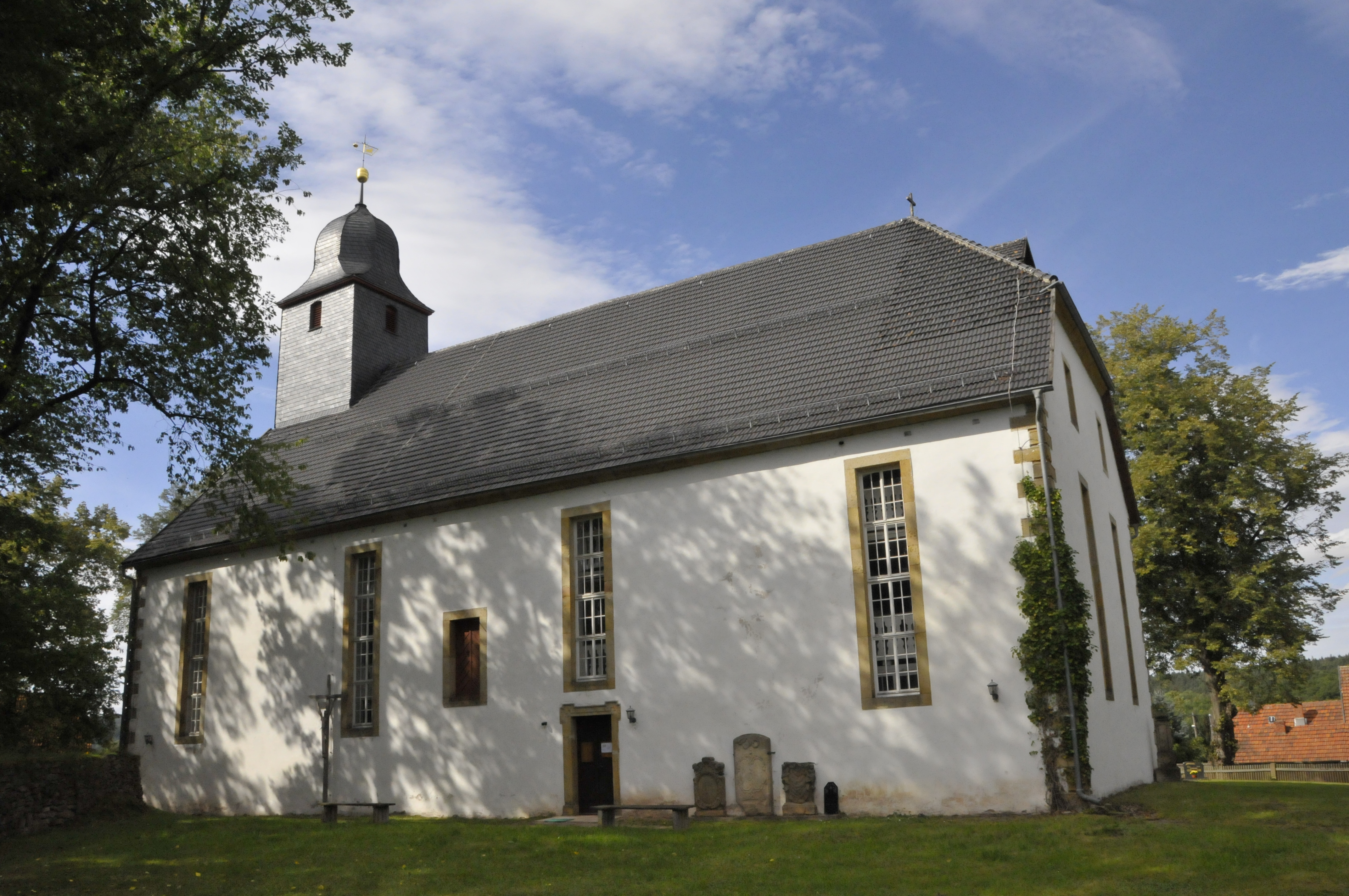
Église d'Altenbergen
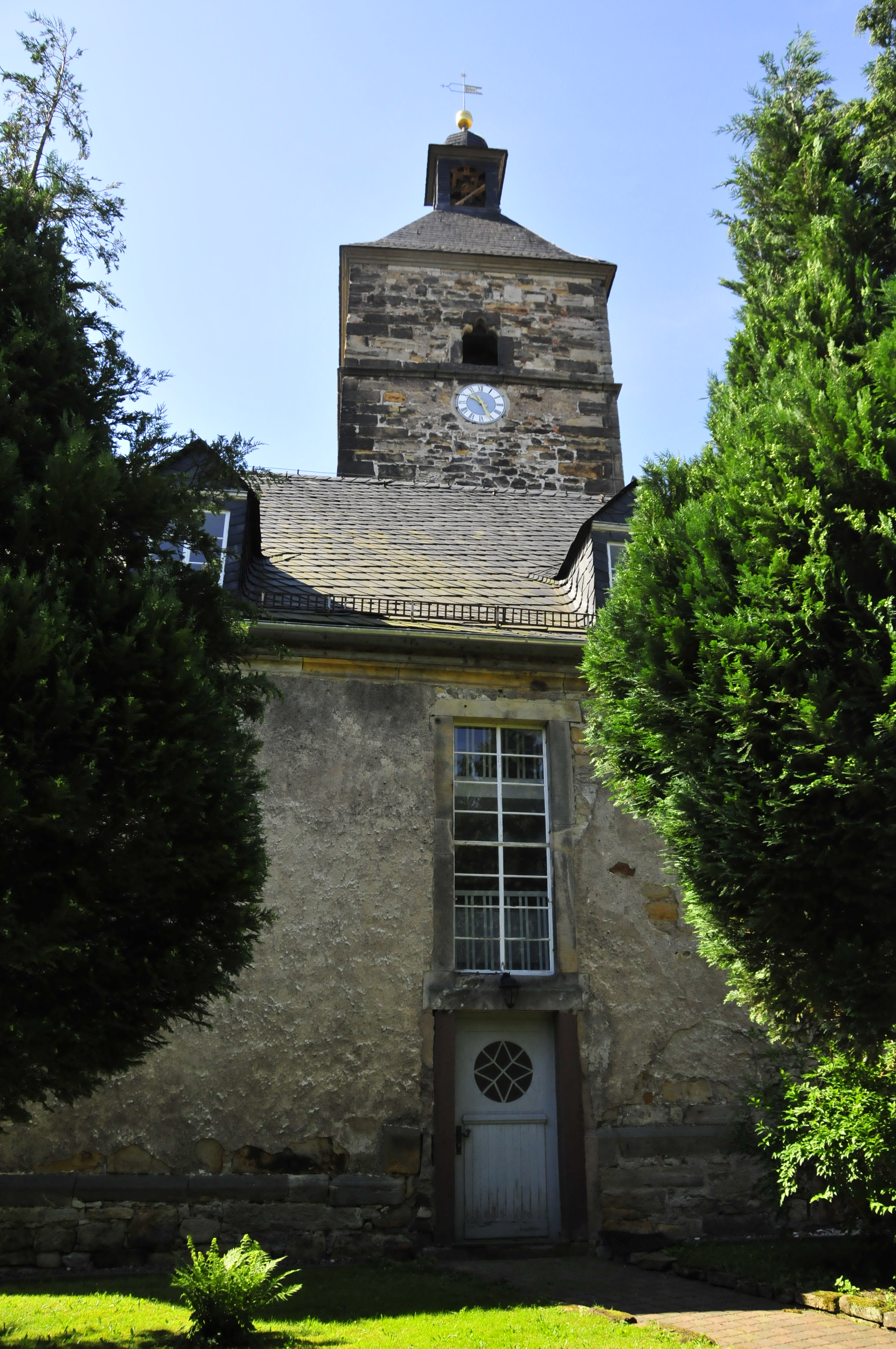
Église de Leina
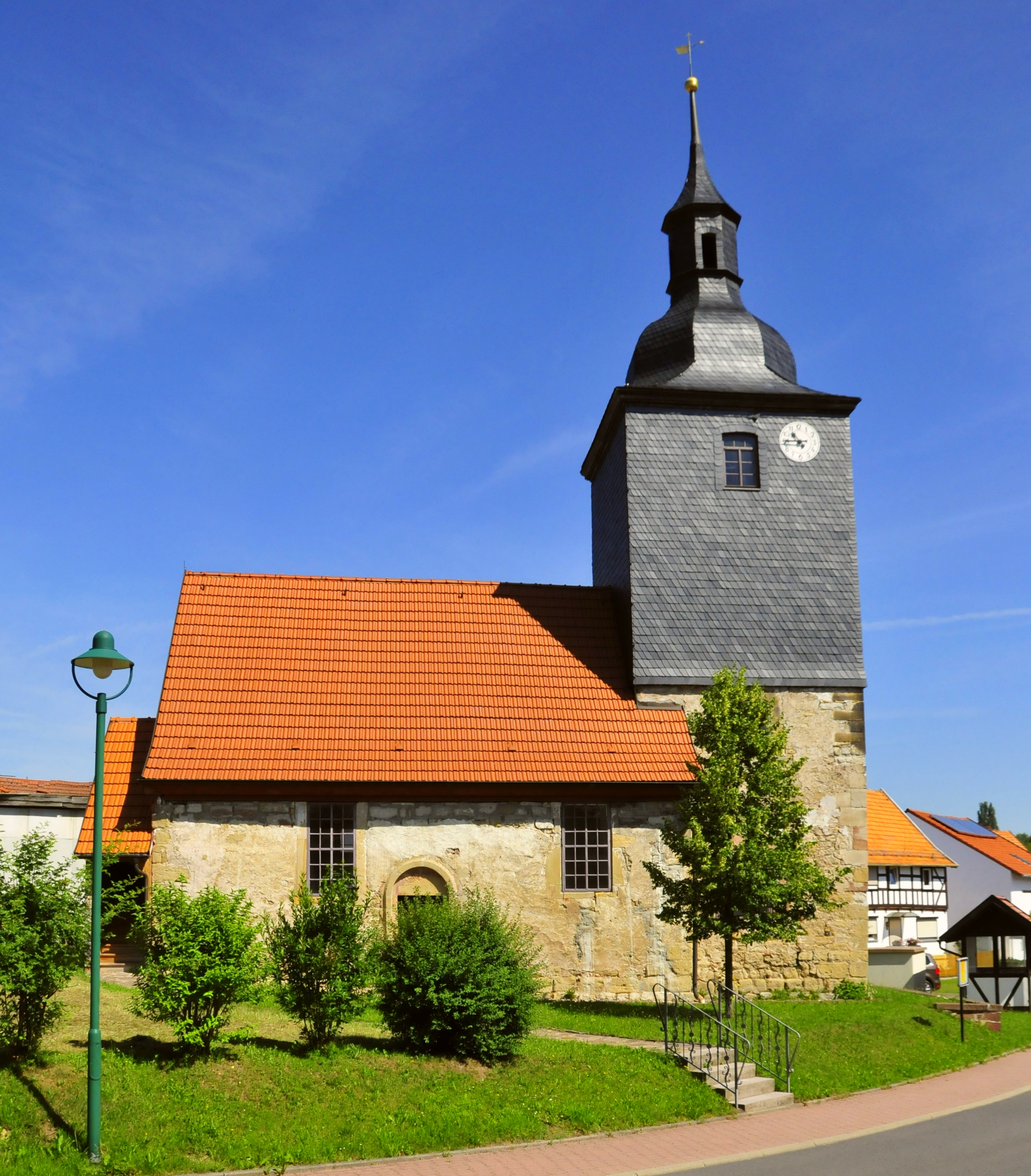
Église de Wipperoda
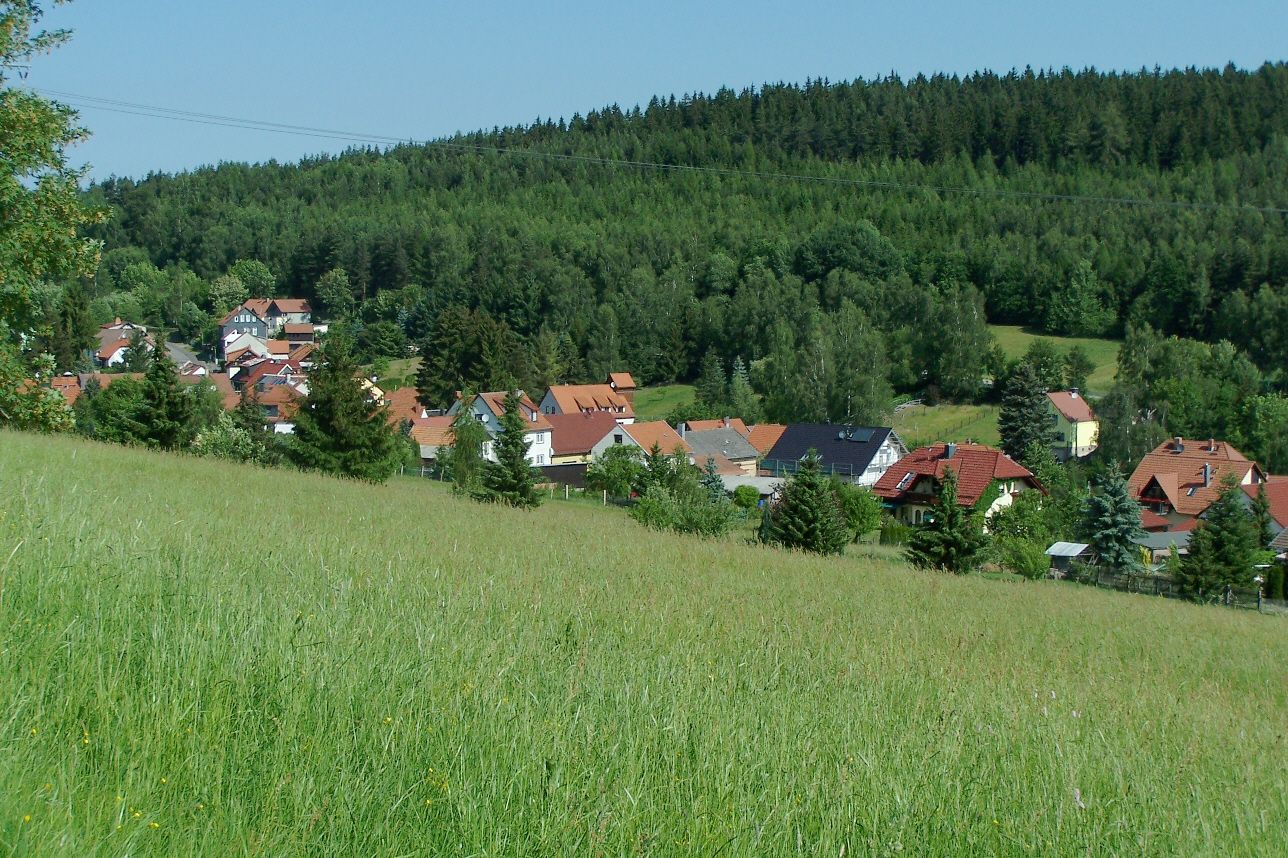
Vue générale d'Engelsbach